# Packwood (Iowa)
Packwood es una ciudad ubicada en el condado de Jefferson en el estado estadounidense de Iowa. En el Censo de 2010 tenía una población de 204 habitantes y una densidad poblacional de 103,64 personas por km².

## Geografía
Packwood se encuentra ubicada en las coordenadas 41°7′58″N 92°4′57″O / 41.13278, -92.08250. Según la Oficina del Censo de los Estados Unidos, Packwood tiene una superficie total de 1.97 km², de la cual 1.97 km² corresponden a tierra firme y (0%) 0 km² es agua.

## Demografía
Según el censo de 2010, había 204 personas residiendo en Packwood. La densidad de población era de 103,64 hab./km². De los 204 habitantes, Packwood estaba compuesto por el 96.57% blancos, el 0.98% eran afroamericanos, el 0% eran amerindios, el 0% eran asiáticos, el 0.49% eran isleños del Pacífico, el 0% eran de otras razas y el 1.96% pertenecían a dos o más razas. Del total de la población el 0.49% eran hispanos o latinos de cualquier raza.